# 사카이 가즈요시
사카이 카즈요시 (酒井一圭, 1975년 6월 20일 ~ )는 일본의 배우이다.

## 출연작

### 드라마
- 2001년~2002년 《백수전대 가오렌쟈》 우시고메 소우타로/가오 블랙 역

### 영화
- 2003년 《플레이걸》 미무라 역